# Sorbus arranensis
Sorbus arranensis (лат.) — кустарник или небольшое дерево, вид рода Рябина (Sorbus) семейства Розовые (Rosaceae), эндемик острова Арран на западе Шотландии.

## Эволюция

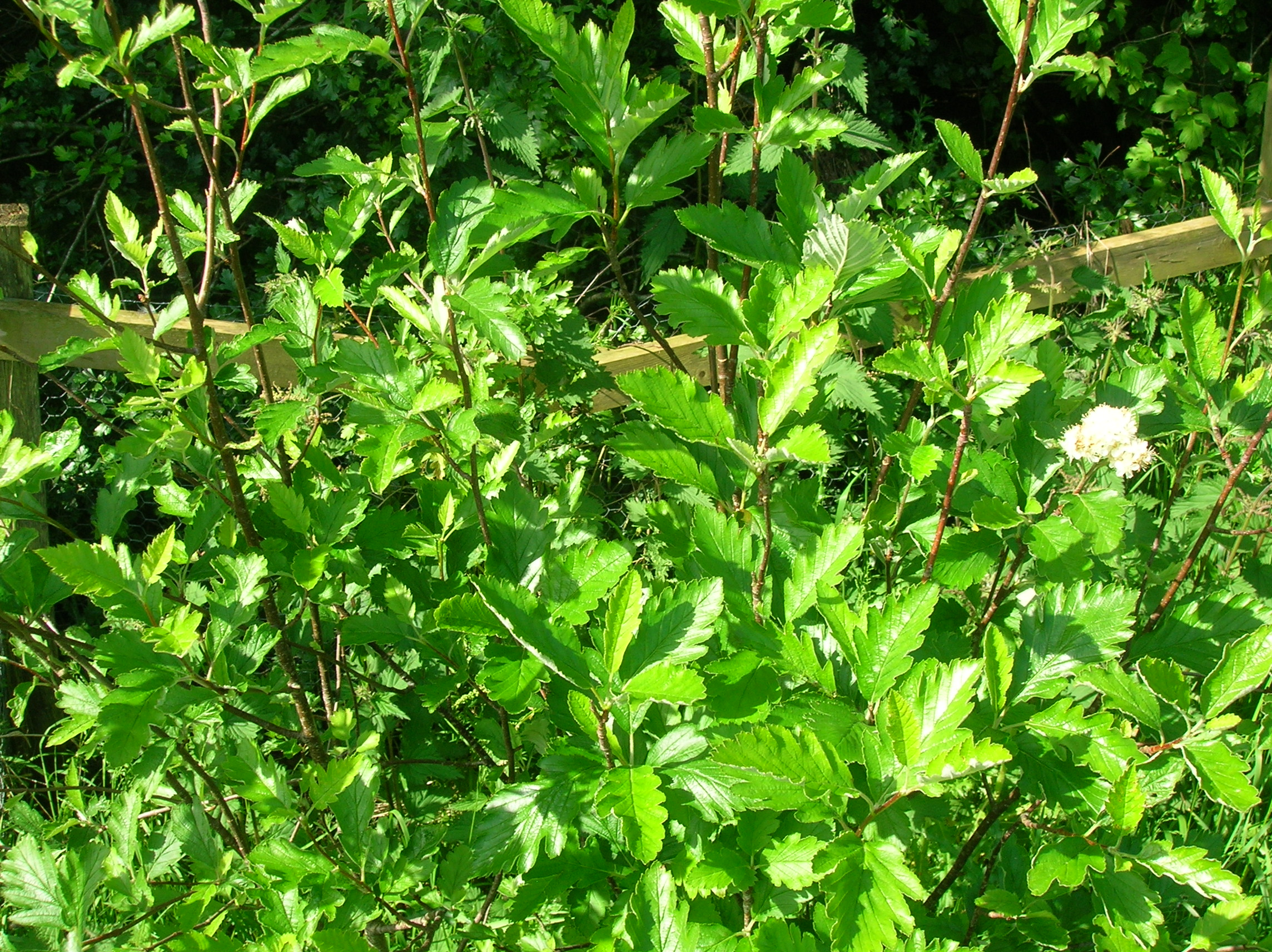
Листва Sorbus arranensis весной

Sorbus arranensis — кустарник или небольшое дерево. Для группы Sorbus характерен апомиксис, растения способны давать жизнеспособные семена без необходимости опыления. Когда происходит гибридное скрещивание, производится новый клон. Вид S. arranensis развивался очень сложным образом. Эволюция вида включала рябину круглолистную (Sorbus aria), давшую начало более устойчивой к местным суровым условиям Sorbus rupicola, которая всё ещё встречается на соседнем небольшом острове Холи-Айл. Этот гибридный вид скрещивался с рябиной обыкновенной (Sorbus aucuparia) с образованием S. arranesis. Впоследствии от дальнейшего скрещивания S. arranensis и рябины обыкновенной произошла рябина S. pseudofennica.
Изучение физических характеристик показало, что S. arranensis и S. pseudofennica являются отдельными видами, а не результатом случайной изменчивости. Тем не менее, некоторое сходство всё же имеет место.

## Распространение и местообитание
Sorbus arranensis встречается только на севере острова Арран в Шотландии рядом с другим угрожаемым видом рябины, Sorbus pseudofennica. Естественный ареал вида ограничен окрестностями деревни Катакол: река Авин Век (Ушке Солус), долина Глен Диван (с притоками), долина Глен Катакол, реки Аулт-нан-Калман, Аулт Ду, долины Глен Эзан Бирах и Глен Ирза (река Аулт-нан-Хамп). Деревья растут в небольших остатках лесов на труднодоступных крутых склонах и на кислых почвах.
Этот вид вызывал наибольший интерес к коллекционированию в 1870—1890 и 1920—1940 годах, хотя существуют более старые гербарные образцы.

## Охранный статус
Вид находится под угрозой потери среды обитания, в 1980 году было зарегистрировано лишь 283 взрослых экземпляров растения. Они находятся под охраной в Глен Диомхан у деревни Глен Катакол, который ранее был частью Национального заповедника и, хотя эта классификация была снята в 2011 году, этот район по-прежнему является частью указанного Участка особого научного значения.